# Johan Bontekoe
Johan Bontekoe   (Assen, 1 de juliol de 1943 - Amsterdam, 25 de març de 2006) fou un nedador neerlandès, especialista en estil lliure, que va competir durant la dècada de 1960.
El 1964 va prendre part en els Jocs Olímpics d'Estiu de Tòquio, on va disputar tres proves del programa de natació. En totes elles quedà eliminat en sèries.
En el seu palmarès destaca una medalla d'or en els 400 metres lliures del Campionat d'Europa de natació de 1962, primera medalla d'or des de l'aconseguida el 1938 per Kees Hoving. També guanyà tretze campionats nacionals en les distàncies entre els 200 i 1.500 metres lliures entre 1960 i 1964.
Els darrers anys de la seva vida patí problemes de salut i va morir de pneumònia amb 62 anys, el 2006.